# ATP Tour World Championships 1991 - Singolare
Il singolare dell'ATP Tour World Championships 1991 è stato un torneo di tennis facente parte dell'ATP Tour.
Andre Agassi era il detentore del titolo, ma Jim Courier lo ha battuto in semifinale.
Pete Sampras ha battuto in finale Jim Courier 3–6, 7–6(5), 6–3, 6–4.

## Tabellone

### Legenda
| - Q = Qualificato - WC = Wild card - LL = Lucky loser | - ALT = Alternate - SE = Special Exempt - PR = Protected Ranking | - w/o = Walkover - r = Ritirato - d = Squalificato |

### Finali
|  | Semifinali   | Semifinali   | Semifinali   | Semifinali   | Semifinali   | Semifinali | Semifinali |  |  | Finale       | Finale       | Finale       | Finale | Finale | Finale | Finale |  |
|  |              |              |              |              |              |            |            |  |  |              |              |              |        |        |        |        |  |
|  | Ivan Lendl   | Ivan Lendl   | Ivan Lendl   | Ivan Lendl   | Ivan Lendl   | 2          | 3          |  |  |              |              |              |        |        |        |        |  |
|  | Pete Sampras | Pete Sampras | Pete Sampras | Pete Sampras | Pete Sampras | 6          | 6          |  |  | Pete Sampras | Pete Sampras | Pete Sampras | 3      | 7      | 6      | 6      |  |
|  | Andre Agassi | Andre Agassi | Andre Agassi | Andre Agassi | Andre Agassi | 3          | 5          |  |  | Jim Courier  | Jim Courier  | Jim Courier  | 6      | 65     | 3      | 4      |  |
|  | Jim Courier  | Jim Courier  | Jim Courier  | Jim Courier  | Jim Courier  | 6          | 7          |  |  |              |              |              |        |        |        |        |  |

### Gruppo Ilie Nastase
|  |               | Courier             | Lendl    | Forget      | Nováček             | RR W–L | Set W–L | Game W–L | Standings |
|  | Jim Courier   |                     | 2–6, 3–6 | 7–6(4), 6–4 | 6(6)–7, 7–6(5), 6–4 | 2–1    | 4–3     | 37-39    | 2         |
|  | Ivan Lendl    | 6–2, 6–3            |          | 6–2, 6–4    | 6–2, 6–2            | 3–0    | 6–0     | 36-15    | 1         |
|  | Guy Forget    | 6(4)–7, 4–6         | 2–6, 4–6 |             | 6–3, 7–6(3)         | 1–2    | 2–4     | 29-34    | 3         |
|  | Karel Nováček | 7–6(6), 6(5)–7, 4–6 | 2–6, 2–6 | 3–6, 6(3)–7 |                     | 0–3    | 1–6     | 30-44    | 4         |

La classifica viene stilata in base ai seguenti criteri: 1) Numero di vittorie; 2) Numero di partite giocate; 3) Scontri diretti (in caso di due giocatori pari merito ); 4) Percentuale di set vinti o di games vinti (in caso di tre giocatori pari merito ); 5) Decisione della commissione.

### Gruppo John Newcombe
|  |               | Becker           | Stich       | Sampras          | Agassi        | RR W–L | Set W–L | Game W–L | Standings |
|  | Boris Becker  |                  | 7–6(1), 6–3 | 6–4, 6(3)–7, 6–1 | 3–6, 5–7      | 2–1    | 4–3     | 39-34    | 3         |
|  | Michael Stich | 6(1)–7, 3–6      |             | 2–6, 6(3)–7      | 5–7, 3–6      | 0–3    | 0–6     | 25-39    | 4         |
|  | Pete Sampras  | 4–6, 7–6(3), 1–6 | 6–2, 7–6(3) |                  | 6–3, 1–6, 6–3 | 2–1    | 5–3     | 38-38    | 2         |
|  | Andre Agassi  | 6–3, 7–5         | 7–5, 6–3    | 3–6, 6–1, 3–6    |               | 2–1    | 5–2     | 38-29    | 1         |

La classifica viene stilata in base ai seguenti criteri: 1) Numero di vittorie; 2) Numero di partite giocate; 3) Scontri diretti (in caso di due giocatori pari merito ); 4) Percentuale di set vinti o di games vinti (in caso di tre giocatori pari merito ); 5) Decisione della commissione.